# إريك لا سال
إريك لا سال (بالإنجليزية: Eriq La Salle) هو منتج أفلام وكاتب سيناريو ومخرج وممثل أمريكي، ولد في 23 يوليو 1962 في الولايات المتحدة.

## أعمال

### أفلام
- (1987) الزوايا الخمس
- (1988) القدوم إلى أميركا[4]
- (2017) لوغان

### مسلسلات
- إي آر
- تحت القبة

## وصلات خارجية
- إريك لا سال على موقع IMDb (الإنجليزية)
- إريك لا سال على موقع ألو سيني (الفرنسية)
- إريك لا سال على موقع أول موفي (الإنجليزية)
- إريك لا سال على موقع قاعدة بيانات برودواي على الإنترنت (الإنجليزية)
- إريك لا سال على موقع قاعدة بيانات الأفلام السويدية (السويدية)
- إريك لا سال على موقع إن إن دي بي (الإنجليزية)
- إريك لا سال على موقع ديسكوغز (الإنجليزية)
- إريك لا سال على موقع قاعدة بيانات الفيلم (الإنجليزية)
- إريك لا سال على موقع كينوبويسك (الروسية)
- إريك لا سال على موقع كينوبويسك (الروسية)